# María Soriano Llorente
María Soriano Llorente (Valencia, España, 12 de junio de 1900 - Madrid, 24 de marzo de 1996) fue una maestra española, directora de la Escuela Central del Patronato de Anormales Mentales entre 1923 y 1970 –casi medio siglo–, y por cuya labor pedagógica en la educación especial fue condecorada con la Gran cruz de la Orden de Alfonso X el Sabio, en 1999, a título póstumo.

## Biografía
Hija de una maestra y un ingeniero, María de los Desamparados Soriano Llorente nació en Valencia donde pasó su infancia. En 1919 se graduó como maestra de Primera Enseñanza en la Escuela Normal de Guadalajara, y en 1923 obtuvo la licenciatura de profesora de Ciencias en la Escuela de Estudios Superiores de Magisterio de Madrid. Ese mismo año es elegida par la dirección de la Escuela Central del Patronato de Anormales Mentales (luego Instituto Nacional de Pedagogía Terapéutica), puesto en el que permaneció hasta su jubilación en 1970.
En 1925 presentó a la Junta para Ampliación de Estudios un plan de trabajo para conocer las colonias de deficientes de Bélgica, Francia y Suiza.
En 1930, y ocupando desde el 28 de marzo de 1923 en la Escuela Central de Anormales el puesto de directora, presentó una nueva memoria  “Estado actual de la pedagogía de anormales”, acompañada de un plan de trabajo a desarrollar en Alemania y Austria, y que le permitió ampliar su formación en instituciones pedagógicas europeas durante los veranos de 1930 a 1932.
Casada con el catedrático Ruperto Fontanilla y madre de sus tres hijos, Pedro, María y Lucía, María soriano murió en Madrid, a los 95 años de edad.

## Reconocimientos
En 1969 de le concedió la Orden civil de Beneficencia, y en 1999, le fue otorgada la Gran cruz de la Orden de Alfonso X el Sabio, a título póstumo.